# Alvorada de Minas
Alvorada de Minas é um município brasileiro do estado de Minas Gerais. Sua população recenseada em 2022 era de 4 159 habitantes.

## História
Nos primeiros anos do século XVIII, a povoação era denominada Santo Antônio do Rio do Peixe, ou simplesmente Rio do Peixe estando ligada às atividades mineradoras do Serro Frio. A antiga povoação foi elevada a distrito em 1836 e depois, elevado à freguesia em 1841, tendo como primeiro vigário o Padre Silvério Teixeira Coelho. A paróquia foi construída em 1846 e restaurada em 1857.
Rio do Peixe foi progredindo lentamente e em 1962 foi emancipada, desmembrando-se do Serro e tornando-se sede de município, com a atual denominação de Alvorada de Minas. Possui uma área de 374,9 km² e é composto pela sede e o distrito de Itapanhoacanga com um folclore rico nas tradições de Bumba Meu Boi, Folia de Reis e Marujada.
O distrito de Itapanhoacanga foi um dos mais ricos garimpos de ouro do Serro Frio. João Simões, antigo negociante do lugar, figurou entre os homens mais abastados da Capitania, em 1746. A Igreja de São José, tombada pelo IPHAN, é um importante exemplar da arte barroca. A construção se iniciou em 1746, havendo registros de reedificações em 1763 e 1771/1787, possuindo bela portada, altares com talhas e uma pintura de lindos painéis no forro com os dizeres: “No ano de 1787, pintou esta pintura Manoel Antônio da Fonseca, por mandado do Capitão José Pereira Bonjardim, que por sua devoção deu as tintas”. Outro importante exemplar barroco é a Igreja de N. S. do Rosário, também com pinturas, provavelmente do mesmo Manuel Antônio da Fonseca e de algum discípulo do Mestre Ataíde. Itapanhoacanga foi um antigo pouso da Estrada Real, que ligava o Serro Frio a Ouro Preto, passando por onde hoje se encontra a rua principal do distrito. Por lá transitaram governadores, tropas, garimpeiros e tropeiros, além de viajantes como John Mawe, em 1808, e Saint-Hilaire, em 1816, entre vários outros pesquisadores. Para o lazer, “o Rio Landim é uma das melhores opções, com suas águas cristalinas e mansas, além do Rio Campina e Tanque do Carumbé”. Assim como nos séculos XVIII e XIX, a região de Alvorada de Minas, sobretudo em seu distrito de Itapanhoacanga, volta a ser o centro de extrativismo mineral, com exploração de jazidas de minério de ferro. A jazida se estende desde o distrito de São Sebastião do Bonsucesso (conhecido como SAPO) até as proximidades do Serro.

## Política
A administração do município para a gestão 2017/2020 é de Vitor Hugo Ferreira dos Santos, eleito em 12 de março de 2017, em eleição complementar, devida a cassação da chapa do prefeito eleito em outubro de 2016 pelo TRE.